# Late Hour Special (Gene Ammons)
Late Hour Special è un album di Gene Ammons, pubblicato dalla Prestige Records nel 1964. Tutti i brani furono registrati al Van Gelder Studio di Englewood Cliffs, New Jersey (Stati Uniti) nelle date indicate nella lista tracce.

## Tracce
Lato A
1. The Party's Over – 5:42 (Betty Comden, Adolph Green, Jule Styne) – Registrato il 13 aprile 1962
2. I Want to Be Loved – 3:57 (Savannah Churchill) – Registrato il 13 giugno 1961
3. Things Ain't What They Used to Be – 4:28 (Duke Ellington, Mercer Ellington, Ted Persons) – Registrato il 13 giugno 1961
4. Lascivious – 4:27 (Gene Ammons) – Registrato il 13 aprile 1962

Lato B
1. Makin' Whoopee – 5:00 (Walter Donaldson, Gus Kahn) – Registrato il 13 giugno 1961
2. Soft Winds – 5:48 (Benny Goodman, Fred Royal) – Registrato il 13 aprile 1962
3. Lullaby of the Leaves – 5:34 (Bernice Petkere, Joe Young) – Registrato il 13 giugno 1961[3]

## Musicisti
Brani A1, A4 e B2
- Gene Ammons - sassofono tenore
- Etta Jones - voce
- Patti Bown - pianoforte
- George Duvivier - contrabbasso
- Walter Perkins - batteria

Brani A2, A3, B1 e B3
- Gene Ammons - sassofono tenore
- Oliver Nelson - sassofono alto, arrangiamenti
- George Barrow - sassofono tenore
- Red Holloway - sassofono tenore
- Bob Ashton - sassofono baritono
- Hobart Dotson - tromba
- Clark Terry - tromba
- Richard Wyands - pianoforte
- Wendell Marshall - contrabbasso
- Bill English - batteria
- Ray Barretto - congas